# Foucherans, Jura
Foucherans är en kommun i departementet Jura i regionen Bourgogne-Franche-Comté i östra Frankrike. Kommunen ligger i kantonen Dole-Nord-Est som tillhör arrondissementet Dole. År 2022 hade Foucherans 2 286 invånare.

## Befolkningsutveckling
Antalet invånare i kommunen Foucherans
Referens:INSEE